# Prix Reine du Corta
Pour les articles homonymes, voir Corta.
Le Prix Reine du Corta est une course hippique de trot attelé se déroulant au mois d'août sur l'hippodrome de Vincennes (fin octobre ou début novembre avant 2022).
C'est une course de Groupe II réservée aux pouliches de 3 ans ayant gagné au moins 10 000 €. Son équivalent pour les poulains est le Prix Abel-Bassigny disputé le même jour.
Elle se court sur la distance de 2 175 mètres (grande piste), départ volté. L'allocation s'élève à 120 000 €, dont 54 000 € pour le vainqueur.
La course honore Reine du Corta, jument ayant marqué la fin des années 1980 et le début des années 1990 dans les épreuves de trot monté.

## Palmarès depuis la création en 1992
| Année | Vainqueur          | Père               | Driver                | Entraîneur              | Réd.km |
| ----- | ------------------ | ------------------ | --------------------- | ----------------------- | ------ |
| 2024  | Lotta Bourbon      | Prodigious         | Anthony Barrier       | Sébastien Guarato       | 1'12"6 |
| 2023  | Kana de Beylev     | Express Jet        | Benjamin Rochard      | Joël Séché              | 1'12"  |
| 2022  | Jamaïca Turbo      | Charly du Noyer    | Franck Nivard         | Fabrice Souloy          | 1'12"8 |
| 2021  | Idylle à Vie       | Ready Cash         | Jean-Philippe Monclin | Fabrice Souloy          | 1'11"4 |
| 2020  | Hirondelle Sibey   | Gazouillis         | Éric Raffin           | Jean-Michel Baudouin    | 1'13"2 |
| 2019  | Gunilla d'Atout    | Ready Cash         | Éric Raffin           | Sébastien Guarato       | 1'13"4 |
| 2018  | Fly With Us        | Ready Cash         | Yoann Lebourgeois     | Philippe Allaire        | 1'12"9 |
| 2017  | Erminig d'Oliverie | Scipion du Goutier | Franck Nivard         | Franck Leblanc          | 1'12"9 |
| 2016  | Douce Rebelle      | Sam Bourbon        | Jean-Pierre Dubois    | Yves Boireau            | 1'14"8 |
| 2015  | Combattante        | Sam Bourbon        | Pierre Vercruysse     | Louis Baudron           | 1'12"5 |
| 2014  | Billie de Montfort | Jasmin de Flore    | Éric Raffin           | Sébastien Guarato       | 1'13"5 |
| 2013  | Anastasia Fella    | Goetmals Wood      | Franck Nivard         | Fabrice Souloy          | 1'14"4 |
| 2012  | Victoire           | Kitko              | Mathieu Mottier       | Danielle Mottier        | 1'12"9 |
| 2011  | Union d'Urzy       | Coktail Jet        | Jos Verbeeck          | Thierry Duvaldestin     | 1'13"5 |
| 2010  | Tornade du Rib     | Ganymède           | David Thomain         | Joël Hallais            | 1'14"8 |
| 2009  | Sanawa             | Jeanbat du Vivier  | Jos Verbeeck          | Philippe Allaire        | 1'13"8 |
| 2008  | Royal Crown        | Love You           | Bernard Piton         | Jean Baudron            | 1'15"  |
| 2007  | Qualie d'Any       | Gai d'Hautmonière  | Jean-Michel Bazire    | Jean-Michel Bazire      | 1'14"9 |
| 2006  | Pearl Queen        | Carpe Diem         | Thierry Duvaldestin   | Thierry Duvaldestin     | 1'13"3 |
| 2005  | Oasis du Chêne     | Coktail Jet        | Franck Nivard         | Hervé Daougabel         | 1'15"1 |
| 2004  | Nikita du Rib      | Hulk des Champs    | Joël Hallais          | Joël Hallais            | 1'16"2 |
| 2003  | Miss de Corveil    | Ekir de Leau       | Michel Lenoir         | Jacques Bruneau         | 1'16"6 |
| 2002  | Lazio du Bourg     | Tadzio de la Motte | Joël Van Eeckhaute    | Joël Van Eeckhaute      | 1'16"2 |
| 2001  | Kelle Île          | Don Paulo          | Franck Anne           | Franck Anne             | 1'16"1 |
| 2000  | Jorade du Fruitier | Caballio in Blue   | Michel Lenoir         | Jacques Bruneau         | 1'18"7 |
| 1999  | Ivilla Blue        | Buvetier d'Aunou   | Michel Donio          | Michel Donio            | 1'15"2 |
| 1998  | Hextasia Volo      | Viking's Way       | Jean-Michel Bazire    | Laurent-Claude Abrivard | 1'18"8 |
| 1997  | Gentille de Brévol | Viking's Way       | Alain Laurent         | Alain Laurent           | 1'16"5 |
| 1996  | Foolish Princess   | Passionnant        | Ulf Nordin            | Ulf Nordin              | 1'18"  |
| 1995  | Envieuse           | Sancho Pança       | Jean-Étienne Dubois   | Jean-Étienne Dubois     | 1'18"5 |
| 1994  | Dira               | Minou du Donjon    | Jos Verbeeck          | Jean-Claude Rivault     | 1'17"7 |
| 1993  | Charmeuse Bégonia  | Quadrophenio       | Daniel Béthouart      | Daniel Béthouart        | 1'19"9 |
| 1992  | Bahama             | Quito de Talonay   | Jean-Étienne Dubois   | Jean-Pierre Dubois      | 1'17"6 |